# Fonction x puissance x

Représentation graphique de la fonction définie par sur et son extension à certains rationnels négatifs.

En mathématiques, et plus spécialement en analyse, la fonction x puissance x est la fonction définie sur l'ensemble des réels strictement positifs par
Parfois nommée en anglais self-exponential function, elle correspond à l'extension à {\displaystyle \mathbb {R} _{+}^{*}} de la tétration d'ordre deux.
Elle peut se prolonger en 0, sur certains rationnels négatifs ainsi qu'en une fonction multivaluée de {\displaystyle \mathbb {R} ^{*}} dans {\displaystyle \mathbb {C} }.
Cette fonction est étudiée dès le XVIIe siècle quand sont connues les relations liant exponentielles et logarithmes.

## Dénominations et notations
Cette fonction porte différents noms selon  les articles dans lesquelles elle est étudiée. Dans les versions anglophones, on peut trouver les termes de self exponential ou coupled exponent. En relation avec son cas particulier de tétration, on trouve aussi Second-order towering exponent. Dans les versions françaises, on peut trouver le terme de surpuissance seconde.
Puisqu'il s'agit de la tétration d'ordre 2 de {\displaystyle x}, on peut rencontrer les notations 
{\displaystyle f(x)=x^{x}=\ ^{2}x} ou, selon la notation des puissances itérées de Knuth, {\displaystyle f(x)=x\uparrow \uparrow 2}. Fantini et Koepfler la notent {\displaystyle f(x)=\mathrm {cxt} (x).}

## Étude sur l'ensemble des réels strictement positifs

### Définition
La fonction {\displaystyle f:\mathbb {R_{+}^{*}} \rightarrow \mathbb {R} } est définie par : {\displaystyle x\mapsto x^{x}}. Pour l'étudier, il est souvent commode de la réécrire avec les fonctions exponentielle et logarithme naturel :
{\displaystyle \forall x>0,\ f(x)=x^{x}=\mathrm {e} ^{x\ln x}.}

### Limite en 0
L'indétermination de la limite en 0 se lève en passant par la forme exponentielle et par croissance comparée :
{\displaystyle \lim _{x\to 0^{+}}x^{x}=\lim _{x\to 0^{+}}{\mathrm {e} ^{x\ln x}}=\lim _{x\to 0^{+}}{\mathrm {e} ^{x}}=1.}

### Dérivée
La dérivée de la fonction s'obtient en dérivant {\displaystyle x\mapsto \mathrm {e} ^{x\ln x}} :
{\displaystyle f'(x)=\mathrm {e} ^{x\ln x}(\ln x+1)}.

### Variations et minimum
La dérivée est de même signe que {\displaystyle \ln x+1}, fonction strictement croissante qui s'annule en {\textstyle {\frac {1}{\mathrm {e} }}}.
La fonction {\displaystyle x\mapsto x^{x}} est donc strictement décroissante sur {\textstyle ]0;{\frac {1}{\mathrm {e} }}]}, strictement croissante sur {\textstyle [{\frac {1}{\mathrm {e} }};+\infty [}, et possède un minimum atteint en {\textstyle {\frac {1}{\mathrm {e} }}} ≈ 0,36788 qui vaut {\textstyle {\mathrm {e} }^{-{\frac {1}{e}}}} ≈  0,69220.

### Croissances comparées
La fonction x ↦ xx croît plus rapidement que chacune des fonctions x ↦ ax.
C'est-à-dire que {\displaystyle \lim _{x\to +\infty }{\frac {x^{x}}{a^{x}}}=+\infty .}
La suite {\displaystyle (n^{n})} croit même plus vite que {\displaystyle (n!)}. La formule de Stirling donne un équivalent de {\displaystyle n!} en fonction de {\displaystyle n^{n}:}
{\displaystyle n\,!\sim {\sqrt {2\pi n}}\,{\frac {n^{n}}{\mathrm {e} ^{n}}}}

### Fonction réciproque
Les équations {\displaystyle (1):\,a^{t}=t} et {\displaystyle (2):x^{x}=b} sont liées par la relation suivante : 
{\displaystyle a^{t}=t\iff (1/t)^{1/t}=1/a}
soit encore
{\displaystyle x^{x}=b\iff (1/b)^{1/x}=1/x.}
C'est donc à l'aide de l'équation (1) que sont d'abord cherchées les solutions de l'équation (2).
L'étude de la fonction W de Lambert multivaluée permet d'offrir une nouvelle expression de la fonction réciproque de {\displaystyle f} : 
Pour y > 0 donné, on a :
{\displaystyle x^{x}=y\Longleftrightarrow x=\exp(W(\ln y))}
où W désigne la fonction W de Lambert.
Plus exactement, la fonction de Lambert possède deux branches réelles :
- {\displaystyle W_{0}}, définie sur {\displaystyle [-1/\mathrm {e} ;+\infty [} à valeurs dans {\displaystyle [-1;+\infty [}, qui permet d'exprimer la réciproque de {\displaystyle f} considérée comme une bijection croissante  de {\displaystyle [1/\mathrm {e} ;+\infty [} sur {\displaystyle [\exp(-1/\mathrm {e} );+\infty [;}
- {\displaystyle W_{-1}}, définie sur {\displaystyle [-1/\mathrm {e} ;0[} à valeurs dans {\displaystyle ]-\infty ;-1]}, qui permet d'exprimer la réciproque de {\displaystyle f} considérée comme une bijection décroissante de {\displaystyle ]0;1/e]} sur {\displaystyle [\exp(-1/\mathrm {e} );1[.}

Fantini et Kloepfer ont nommé cette réciproque coupled root (racine de l'exposant couplé) et l'ont notée {\displaystyle \mathrm {crt} }.

### Intégration
La primitive de {\displaystyle f} n'est pas une fonction élémentaire. Cette propriété se démontre grâce au théorème de Liouville.
Mais l'intégrale de {\displaystyle f} sur l'intervalle {\displaystyle [0;1]} offre un développement en série remarquable. Ce résultat porte le nom de rêve du deuxième année.
{\displaystyle \int _{0}^{1}x^{x}\mathrm {d} x=-\sum _{n=1}^{+\infty }(-n)^{-n}}.

## Prolongements

### En 0
La fonction se prolonge par continuité en 0 par passage à la limite, en posant:
{\displaystyle f(0)=\lim _{x\to 0}x^{x}=1}.
Mais la fonction prolongée n'est pas dérivable en 0 et la courbe possède en ce point l'axe des ordonnées comme tangente.

### Sur les rationnels négatifs
Il est possible, à partir des fonctions racines n-ièmes, d'étendre la définition des fonctions puissances à tout exposant rationnel comme suit :
{\displaystyle x^{p/q}=f_{p/q}(x)=f_{p}\circ f_{1/q}(x)=({\sqrt[{q}]{x}})^{p}.}
Cette expression a un sens pour tout réel négatif dès que {\displaystyle q} est impair. 
Il est donc possible de définir {\displaystyle f(-p/q)} pour tout {\displaystyle p} entier naturel non nul  et tout {\displaystyle q} entier naturel impair premiers entre eux.
{\displaystyle f(r)=f(-p/q)=\left({\sqrt[{q}]{-p/q}}\right)^{-p}}
- pour p pair, cette expression s'écrit {\displaystyle f(r)=f(-p/q)=({\sqrt[{q}]{p/q}})^{-p}=\left(p/q\right)^{-p/q}=|r|^{r}}.
- pour p impair, cette expression s'écrit {\displaystyle f(r)=f(-p/q)=-({\sqrt[{q}]{p/q}})^{-p}=-\left(p/q\right)^{-p/q}=-|r|^{r}}.

### Comme fonction de l'ensemble des réels sur l'ensemble des complexes

Représentation graphique (partielle) de la partie réelle de la fonction multivaluée de dans

En utilisant le logarithme complexe il est possible de l'étendre en une fonction multivaluée sur tout le plan complexe.
Pour tout {\displaystyle x}, {\displaystyle \ln(x)=\ln(|x|)+\mathrm {i} (\theta +2k\pi )} où {\displaystyle \theta } est un argument de x. Donc:
{\displaystyle {\begin{aligned}x^{x}&=\exp(x\ln x)=\exp(x\ln |x|+\mathrm {i} x(\theta +2k\pi ))\\&=|x|^{x}\left(\cos(x(\theta +2k\pi )+\mathrm {i} \sin(x(\theta +2k\pi )\right)\end{aligned}}}
- Tout réel positif possède un argument nul et {\displaystyle x^{x}=|x|^{x}\left(\cos(2k\pi x)+\mathrm {i} \sin(2k\pi x\right)}
- Tout réel négatif possède un argument égal à {\displaystyle \pi } et {\displaystyle x^{x}=|x|^{x}\left(\cos((2k+1)\pi x)+\mathrm {i} \sin((2k+1)\pi x\right)}

Cette fonction de {\displaystyle \mathbb {R} ^{*}} dans {\displaystyle \mathbb {C} } peut se représenter dans l'espace par l'ensemble des points de coordonnées {\displaystyle (x,\Re (x^{x}),\Im (x^{x}))}.
Tous ces points sont sur un fuseau, obtenu par la rotation de la courbe d'équation {\displaystyle y=|x|^{x}} autour de l'axe des abscisses. Pour chaque valeur de {\displaystyle k}, ces points décrivent une courbe spiralant sur ce fuseau. Dans le graphique ci-dessus, sont dessinées les spirales pour {\displaystyle k\in [\![-4;4]\!]}.
Ces points sont inégalement répartis, selon que {\displaystyle x} est rationnel ou irrationnel. Les points du graphe  d'abscisse {\displaystyle x} sont toujours sur un cercle de rayon {\displaystyle |x|^{x}}.
- pour {\displaystyle x} irrationnel, les points sont denses sur le cercle;
- pour {\displaystyle x=r=p/q} (fraction irréductible), il y a exactement {\displaystyle q} points sur le cercle. En particulier, chaque entier relatif non nul a une unique image par cette fonction.
  - pour {\displaystyle r>0}, il y a parmi ces points
    - un point correspondant à un réel positif si {\displaystyle q} est impair;
    - deux points correspondant à deux réels opposés si {\displaystyle q} est pair.

  - pour {\displaystyle r<0}, il y a, 
    - aucun point correspondant à des réels si {\displaystyle q} est pair;
    - un seul point correspondant à un réel si {\displaystyle q} est impair, ce réel étant positif ou négatif selon la parité de {\displaystyle p}.

## Repères historiques
L'idée d'une expression comme {\displaystyle x^{x}} précède l'étude des relations entre exponentielle et logarithme. Elle nait d'une généralisation de la puissance rationnelle à un exposant réel, puis de l'idée que l'exposant pourrait être aussi une variable. Cette généralisation est le fait de Newton et de Leibniz. À cette époque, la notation est seulement symbolique sans que soit défini avec précision comment pourrait se calculer et s'étudier de telles formes. Ainsi voit-on  Leibniz s'interroger en 1679 sur le sens à donner à une équation comme {\displaystyle x^{x}-x=27} et sur les  méthodes à mettre en place pour la résoudre,
La fonction en elle-même est étudiée par Leibniz et Jean Bernoulli à partir de 1694. Ils font le lien entre {\displaystyle x^{x}} et {\displaystyle \exp(x\ln x)}, construisent points par points sa courbe représentative à l'aide de la courbe logarithmique et en tracent ses tangentes en remarquant que la sous-tangente au point d'abscisse {\displaystyle x} est {\displaystyle {\frac {1}{1+\ln(x)}}},.
C'est également Bernoulli qui établit en 1697 la formule dite du rêve du deuxième année, : {\displaystyle \int _{0}^{1}x^{x}\mathrm {d} x=\sum _{n=1}^{+\infty }{\frac {(-1)^{n-1}}{n^{n}}}}. Pour cela, il utilise le développement de {\displaystyle x^{x}} sous la forme suivante : 
{\displaystyle x^{x}=1+x\ln x+{\frac {(x\ln x)^{2}}{2!}}+\cdots +{\frac {(x\ln x)^{n}}{n!}}+\cdots }
et intègre chacun des termes par une intégration par parties. 
À la même époque, Euler démontre que la tour de puissance {\displaystyle x}, {\displaystyle x^{x}}, {\displaystyle x^{x^{x}}}, ..., {\displaystyle \,^{n}x}, ... soit la n-ième surpuissance de {\displaystyle x} converge pour tout {\displaystyle x} appartenant  à {\displaystyle \left]{\frac {1}{f(\mathrm {e} )}};{\frac {1}{f(1/\mathrm {e} )}}\right[} et que la limite {\displaystyle y} est solution de l'équation {\displaystyle x=y^{1/y}={\frac {1}{f(1/y)}}} soit {\displaystyle 1/x=f(1/y)} fournissant ainsi un outil pour résoudre l'équation « {\displaystyle a=f(t)} ».
En 1844, Gotthold Eisenstein développe en série la réciproque de la fonction {\displaystyle f} et donne une valeur approchée de {\displaystyle f^{-1}(n)} pour tous les entiers de 1 à 40, et pour quelques dizaines,
{\displaystyle f^{-1}(x)=1+\ln x-{\frac {(\ln x)^{2}}{2!}}+2^{2}{\frac {(\ln x)^{3}}{3!}}+3^{3}{\frac {(\ln x)^{4}}{4!}}\cdots } pour tout {\displaystyle x\in \left]f(1/e);{\frac {1}{f(1/e)}}\right[.}
La fonction W de Lambert, pressentie en 1758, est étudiée au cours du XXe siècle.